# Ciencia ficción fantástica
La ciencia ficción fantástica, también conocida como ciencia fantástica, es un género mixto que se utiliza en la literatura, cine, televisión, historieta, cómic, videojuegos, juegos de rol, pintura, escultura, etc. que combina los géneros de ciencia ficción y fantasía a la vez.

## Ciencia fantástica versus ciencia ficción
Una definición, ofrecida por Rod Serling, es que "la ciencia ficción hace lo improbable posible, mientras que ciencia ficción fantástica hace lo imposible probable".[cita requerida] Esto significa que la ciencia ficción describe cosas poco probables que podrían tener lugar en el mundo real bajo ciertas condiciones, mientras que la ciencia fantástica da un barniz de realismo a las cosas que simplemente no puede suceder en el mundo real, bajo ninguna circunstancia. Otra interpretación es que la ciencia ficción no permite la existencia de elementos sobrenaturales mientras que la ciencia ficción fantástica si lo hace. 

La saga El planeta de los simios, un ejemplo de ciencia ficción fantástica

Para muchos usuarios del término, sin embargo, la "ciencia fantástica" puede ser o bien ciencia ficción que ha llegado lo suficientemente lejos de la realidad para sentirse como una fantasía o una fantasía que intenta ser ciencia ficción. Si bien estos son, en teoría, clasificables como diferentes enfoques, y por lo tanto diferentes géneros, aunque los productos finales sean a veces indistinguibles. Un ejemplo de ciencia ficción que al ir tan lejos puede sentirse como si fuera fantasía es Matrix.

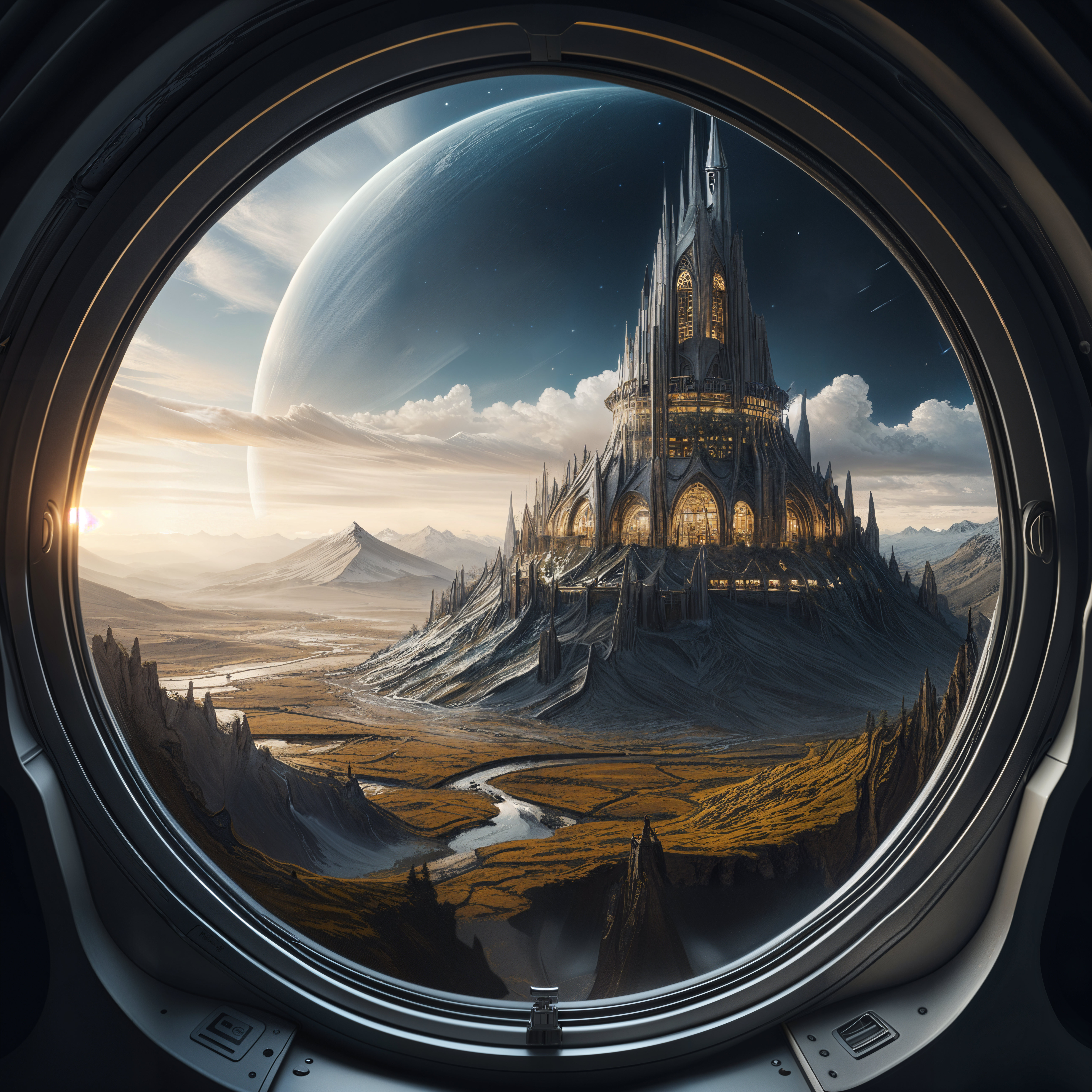
El género puede trasladar temas fantásticos como elfos y hechizos mágicos a un mundo de ciencia ficción racional (IA-imagen que muestra ciudad de elbish en un exoplaneta)

Arthur C. Clarke dijo que "cualquier tecnología suficientemente avanzada es indistinguible de la magia", e indica por qué esto es así: un escritor puede escribir una fantasía utilizando magia de varios tipos y sin embargo, convertir la historia en ciencia ficción al proponer una tecnología muy avanzada, o ciencia que aún se desconoce, pero en última instancia, demostrable en el fondo, como una explicación de cómo la magia puede ocurrir. Otro escritor puede describir un mundo futuro donde las tecnologías son tan avanzadas que son invisibles, y los efectos que producen serían clasificados como mágicos si solo se describieron como tal. Un mundo mágico en el que solo algunas personas (o solo el lector) saben que son en realidad efectos tecnológicos.
La clasificación de un efecto como "ciencia ficción" o "fantástico" es una cuestión de convención. Hiperespacio y máquinas del tiempo suelen ser convenciones de ciencia ficción mientras que alfombras voladoras, amuletos mágicos y los magos son de la fantasía. En algunos casos se han superpuesto: la teletransportación por transmisión de materia pertenece a la ciencia ficción mientras que la teletransportación por encantamientos es una fantasía. Un dispositivo de camuflaje de mano que confiere invisibilidad es ciencia ficción, un anillo de poder que confiere la invisibilidad es una fantasía. En resumen, la ciencia ficción utiliza la tecnología para explicar los fenómenos imposibles mientras que la fantasía emplea magia.[cita requerida] En su mayor parte, la ciencia ficción intenta explicar sus efectos mediante leyes físicas conocidas o ampliaciones de las mismas. En la ciencia fantástica en general, se ignoran las leyes físicas (es decir, la magia) o inventan su propia estructura de las leyes que no tienen ninguna conexión necesaria con las leyes conocidas. En la ciencia ficción es también más probable que se tomen el tiempo para delinear las leyes físicas o las extensiones, mientras que la fantasía proporcionará una estructura más pobre de su reglamento inventado.
Ejemplos de ciencia ficción fantástica serían Star Wars, El planeta de los simios, Thor del Universo Cinematográfico de Marvel, Skylanders o Superman de DC Comics y las películas mexicanas de animación como lo son Sabel: Redemption y Un Reino para Todos Nosotros.

## Visión histórica
El término entró en amplio uso después de que muchas historias de ciencia fantástica fueran publicadas en revistas Pulp, como Magic, Inc de Robert A. Heinlein y Slaves of Sleep de L. Ronald Hubbard. Fletcher Pratt y L. Sprague de Camp escribieron la serie Harold Shea. Todas fueron historias relativamente racionalistas publicadas en la revista de John W. Campbell Junior, Unknown. Se trataba de un intento deliberado de aplicar las técnicas y actitudes de la ciencia ficción a la fantasía tradicional y temas legendarios. The Magazine of Fantasy & Science Fiction publicó entre otras cosas, todos excepto el último de la serie Operation, de Poul Anderson.
Un libro de ciencia ficción publicado por Robert E. Howard, Conan the Conqueror (Conan el conquistador) en 1950 estaba claramente etiquetado como "ciencia fantástica" en la sobrecubierta del libro.
Ace Books publicó una serie de libros de fantasía científica durante las décadas de 1949 y 1960. Muchos de ellos, como Mars stories de Leigh Brackett, siguen siendo considerados como tales. Conan the Conqueror fue publicado como un Ace double con Sword of Rhiannon de Brackett. Otros, como Andre Norton y sus libros  Witch World, ahora se consideran de fantasía pura y simple. Mercedes Lackey ha discutido este período a una edición general de los tres primeros libros de Witch World. En los Estados Unidos en ese momento, estas eran casi las únicas historias que utilizaban esa etiqueta.